# Daniel Eid
Daniel Fritz Eid, född 14 oktober 1998 i Ulsteinvik, är en norsk fotbollsspelare (försvarare) som spelar för Fredrikstad FK.

## Karriär
Eid inledde sin karriär i norska IL Hødd där han spelade tre säsonger innan han värvades till Sogndal i den norska andraligan. Inför den allsvenska säsongen 2022 värvades norrmannen till IFK Norrköping.